# Cremanium rivoeriae
Cremanium rivoeriae là một loài thực vật có hoa trong họ Mua. Loài này được (Naudin) Griseb. mô tả khoa học đầu tiên năm 1860.